# Enigma-Glossar
Dies ist ein Glossar der Fachbegriffe, die in Zusammenhang mit der Rotor-Chiffriermaschine Enigma und deren Kryptanalyse benutzt werden oder wurden. Fremdsprachige, zumeist englische, Begriffe sind hier kursiv geschrieben.

## A
- Alphabet – Eine in der Reihenfolge permutierte geordnete Anordnung von Symbolen, speziell der 26 lateinischen Großbuchstaben (Beispiel: E K M F L G D Q V Z N T O W Y H X U S P A I B R C J)

## B
- Banbury-Sheets – („Banbury-Blätter“): Kryptanalytisches Hilfsmittel zur phasenrichtigen Ausrichtung zweier Enigma-Funksprüche
- B-Dienst – (Abkürzung für Beobachtungsdienst): Nachrichtendienst der deutschen Kriegsmarine im Zweiten Weltkrieg, der sich mit dem Abhören und Aufzeichnen sowie der Entzifferung und Deutung des feindlichen, insbesondere des britischen Funkverkehrs befasste
- Biuro Szyfrów – (Abkürzung: BS): Polnische Bezeichnung für das in Warschau gelegene „Chiffrenbüro“, in dem polnische Kryptoanalytiker ab 1932 die Enigma-Verschlüsselung brachen
- Blender – (englisch: dummy) Buchstabengruppen, Wörter oder ganze Funksprüche „ohne Sinn“, die eingestreut werden, um einen Angreifer zu „blenden“, also zu verwirren
- Bletchley Park – (Abkürzung: B.P.): Landsitz in der englischen Ortschaft Bletchley, der im Zweiten Weltkrieg die Zentrale der britischen Codebreaker war und heute ein Museum ist
- Bomba – (Plural: Bomby): Polnischer Name für die 1938 von Rejewski entwickelte kryptanalytische Maschine, mit der der Fehler der Spruchschlüsselverdopplung ausgenutzt wurde, um die Walzenlage und den Spruchschlüssel zu erschließen
- Bombe – (Plural: Bombes): Englischer Name für die 1939 von Turing ersonnene und von Welchman verbesserte kryptanalytische Maschine, durch die mithilfe von Cribs und unter Umgehung des Steckerbretts der Tagesschlüssel ermittelt wurde

## C
- Chi – Kurzbezeichnung für die Chiffrierabteilung des Oberkommandos der Wehrmacht, also der Dienststelle, die sich mit der Entzifferung des gegnerischen Nachrichtenverkehrs und mit der Sicherheitskontrolle eigener Schlüsselverfahren befasste
- Chiffrat – Anderer Ausdruck für Geheimtext
- Chiffrieren – Anderer Ausdruck für Verschlüsseln
- Chi-Text – Anderer Ausdruck für Geheimtext
- Cillis – (nicht authentisch auch als „sillies“ (deutsch: „Dummchen“) bezeichnet):[1] Englischer Spitzname für die fehlerhafte Wahl der Grundstellung und des Spruchschlüssels aus benachbarten Buchstaben auf der Tastatur (Beispiel: QWE RTZ, siehe auch: Funkspruch und fehlerhafter Spruchkopf)
- Clash – (deutsch: Zusammenstoß): Englischer Fachbegriff für das wiederholte Auftreten derselben Walze in derselben Lage (am selben Platz) im Walzensatz an zwei aufeinanderfolgenden Tagen.[2]
- Click – Wiederholtes Auftreten von identischen Geheimtextzeichen

- Confirmation – (deutsch: Bestätigung): Von den britischen Codeknackern insbesondere bei der Steckersuche benutzter englischer Fachbegriff.[3] (Beispiel: Der Stecker WF wird ermittelt, nachdem zuvor bereits FW erkannt worden war, siehe auch: Contradiction)
- Consecutive Stecker Knock-Out – siehe: CSKO

- Constatation – (deutsch: Relation): Englischer Fachbegriff für das an einer bestimmten Position im Kryptogramm und im Crib gebildete Buchstabenpaar.[4]

- Contradiction – (deutsch: Widerspruch): Von den britischen Codeknackern insbesondere bei der Steckersuche benutzter englischer Fachbegriff.[3] (Beispiel: Der Stecker WX wird ermittelt, nachdem zuvor bereits FW erkannt worden war, siehe auch: Confirmation)
- Crab – (deutsch: Krabbe): Englischer Spitzname für einen Rotationsschritt der mittleren Walze bei der Abwehr-Enigma
- Crash – (deutsch: Kollision): Englischer Fachbegriff für das gleichzeitige Auftreten ein und desselben Buchstabens an derselben Position im Kryptogramm und im Crib. Da dies bei der Enigma bekanntermaßen unmöglich war, diente es zum Ausschluss der angenommenen Crib-Lage.
- Crib – (deutsch: Eselsbrücke, hier treffender: Wahrscheinliches Wort): Englischer Begriff für ein Textfragment, dessen Auftreten im Klartext erwartet wird (deutscher Fachbegriff auch: „Klartext-Geheimtext-Kompromiss“).
- CSKO – Abkürzung von „Consecutive Stecker Knock-Out“ (deutsch: „Niederschlagung aufeinanderfolgender Stecker“). Britische Methode und Vorrichtung, die die häufig praktizierte fehlerhafte Eigenart der deutschen Schlüsseltafeln ausnutzte, im Alphabet benachbarte Buchstaben nicht miteinander zu steckern (Beispiele: Nicht AB, PQ oder XY).
- CY-Verfahren – Ab 15. Sep. 1944 beim Heer eingeführte Prozedur, bei der etwa in der Mitte eines Spruchs die linke Walze von Hand verstellt wurde.[5][6]

## D
- Dechiffrat – Anderer Ausdruck für Klartext
- Depth – (von engl. wörtlich „Tiefe“): Zwei oder mehrere Geheimtexte, die mit demselben Schlüssel verschlüsselt worden sind (deutscher Fachbegriff: „Klartext-Klartext-Kompromiss“).[7]
- Doppelbuchstabentauschtafel – Bei den U‑Booten verwendete Codetafeln zur geheimen Übermittlung des Spruchschlüssels
- Doppelsteckerschnüre – (kurz: Stecker): Verbindungskabel zwischen den Frontplattenbuchsen

- Dud – (deutsch wörtlich: Blindgänger): Englischer Fachausdruck für einen Spruch, bei dem zwar Walzenlage, Ringstellung und Steckerung bekannt waren, aber nicht die Walzenanfangsstellung.[8]

- Dud-buster – (deutsch etwa: Blindgänger-Meister): Englischer Fachausdruck für Verfahren zum Lösen eines Dud.[9]

## E
- Eintrittswalze – Feststehende Walze am Anfang des Walzensatzes
- Emendation – (deutsch: Verbesserung):[10] Korrektur offensichtlicher Fehler, insbesondere von Schreibfehlern, um die Lesbarkeit des Klartextes zu verbessern
- Entschlüsseln – (englisch: to decipher):[11] Umwandlung des Geheimtextes in den Klartext mithilfe des Schlüssels
- Entziffern – (englisch: to decrypt):[12] Brechen des Geheimtextes ohne vorherige Kenntnis des Schlüssels

## F
- Female – (im polnischen Original: samica oder umgangssprachlich: samiczkami, deutsch wörtlich: „Weibchen“, deutscher Fachbegriff: „Einerzyklus“,[13] gelegentlich auch, aber weniger präzise: „Fixpunkt“): Wiederholtes Auftreten eines identischen Geheimtext-Klartext-Buchstabenpaars, das zur Entzifferung ausgenutzt werden kann
- Füllbuchstaben – Zur Tarnung zufällig zu wählende Buchstaben, insbesondere die ersten zwei Buchstaben der Kenngruppe
- Füllspruch – Spruch ohne sinnvollen Inhalt, um dem Gegner Funkaktivität vorzutäuschen
- Funktelegramm – (kurz: FT) Textnachricht, die zumeist im Morsecode per Funk übermittelt („gefunkt“) wird

## G
- Geheimtext – Durch Verschlüsselung aus dem Klartext erzeugter Text
- Gesteckert – Zwei Buchstaben werden mithilfe eines in die Frontplatte gesteckten Kabels vertauscht
- Grundstellung – (englisch: initial position): Walzenstellung zur Schlüsselung des Spruchschlüssels

## I
- Involution – (auch: Involutorik): Durch die Umkehrwalze hervorgerufene selbstinverse Permutation mit der Folge, dass Entschlüsselung und Verschlüsselung identisch sind

## J
- JABJAB – Von Dennis Babbage geprägter englischer Spitzname für die fahrlässige Wahl der Grundstellung auch als Spruchschlüssel[14][15]

## K
- Kenngruppe – (auch: Buchstabenkenngruppe, engl.: discriminant, kurz auch: disc): Fünf Buchstaben (zwei Füllbuchstaben und drei Kenngruppenbuchstaben) am Anfang eines Spruchs zur Kennzeichnung des Schlüssels
- Kenngruppenbuch – Bei den U‑Booten verwendetes Codebuch zur geheimen Übermittlung des Spruchschlüssels
- Kenngruppenbuchstaben – Die letzten drei Buchstaben der Kenngruppe
- Kenngruppenheft – Bei den U‑Booten in Zusammenhang mit Kurzsignalen verwendetes Codebuch
- Kenngruppentafel – Die Schlüsseltafel ergänzende Liste mit täglich wechselnden Kenngruppenbuchstaben
- Kiss – (deutsch wörtlich: Kuss): Englischer Ausdruck für zwei unterschiedliche Geheimtexte, denen derselbe Klartext zugrunde liegt (deutscher Fachbegriff: „Geheimtext-Geheimtext-Kompromiss“).[16]
- Kriegsnotmeldung – (Abkürzung: KR; Morsecode: −·− ·−·): Besonders wichtige oder dringende Meldung, im Spruchkopf gekennzeichnet mit dem Kürzel KR
- Kryptogramm – Anderer Ausdruck für Geheimtext
- Kurzsignalheft – Bei den U‑Booten zur Verkürzung der Funksprüche verwendetes Codebuch

## L
- Letchworth-Enigma – Von Alan Turing ersonnenes Modell des Walzensatzes mit dem Zweck der vorteilhaften Kryptanalyse
- Lobster – (deutsch: Hummer): Englischer Spitzname für einen gleichzeitigen Rotationsschritt aller Walzen inklusive der Umkehrwalze bei der Abwehr-Enigma
- Lückenfüllerwalze – Innovative Walze mit frei einstellbaren Übertragskerben

## N
- Non-clashing rule – (deutsch: Nichtzusammenstoß-Regel): Englischer Spitzname für den fehlerhaften deutschen Usus bei Schlüsseltafeln für benachbarte Monatstage die Wiederverwendung einer Walze an selbem Platz im Walzensatz zu vermeiden
- Non-repeating rule – (deutsch: Nichtwiederhol-Regel): Englischer Spitzname für den fehlerhaften deutschen Usus bei Schlüsseltafeln die Wiederverwendung einer Walzenlage innerhalb eines Monats zu vermeiden

## P
- Periode – Anzahl der Buchstaben, nach der sich das zur Verschlüsselung verwendete Alphabet wiederholt (16.900 bei der Enigma I)

## Q
- QWERTZU – Von Dilly Knox geprägter Begriff für die Verdrahtungsreihenfolge der einzelnen Buchstabentasten der Tastatur mit den Kontakten der Eintrittswalze

## R
- Ringstellung – Drehposition der Ringe, die den Versatz zwischen der inneren Verdrahtung der Walzen und dem Buchstaben bestimmt, zu dem der Übertrag auf die nächste Walze erfolgt

## S
- Schlüssel – Geheime Einstellung der Schlüsselmaschine
- Schlüsselmaschine – Zusammenfassender Begriff für Ver- und Entschlüsselungsmaschine
- Schlüsseln – Zusammenfassender Begriff für Verschlüsseln und Entschlüsseln
- Schlüsselraum – Menge aller möglichen Schlüssel (siehe auch andere Bedeutung unten)
- Schlüsselraum – Zimmer, in dem „geschlüsselt“ wird, oft der Funkraum (siehe auch andere Bedeutung oben)
- Schlüsseltafel – Liste der Tagesschlüssel
- Schlüsseltext – Anderes Wort für Geheimtext[17]
- Schlüssler – Person, die Nachrichten ver- oder entschlüsselt[18]
- Scritching – (deutsch frei: „Durchnudeln“): Sequentielle systematische Abarbeitung von Hypothesen unter Berücksichtigung weiterer Randbedingungen (siehe auch: Autoscritcher)[19][20]
- Six self-steckered letters – (deutsch: Sechs ungesteckte Buchstaben): Englische Bezeichnung für die (fehlerhafte) deutsche Regel bei Schlüsseltafeln genau sechs Buchstaben ungesteckt („selbstgesteckert“) zu lassen und nur zehn Paare (statt alle dreizehn) miteinander zu vertauschen
- Sonderschaltung – In seltenen Fällen hergestellte, von der üblichen Walzenschaltung abweichende, besondere Verdrahtung der rotierenden Walzen[21]
- Spruch – Geheimtext, der meist per Funk übermittelt wird
- Spruchkopf – (englisch: preamble): Erster Teil des Funkspruchs mit unverschlüsselter Angabe der Uhrzeit, der Buchstabenanzahl, der Grundstellung sowie dem verschlüsselten Spruchschlüssel (wie QWE EWG, englisch: indicator)
- Spruchnummer – Laufende Nummer eines Funkspruchs, wobei farblich zwischen abgehenden (blau) und eingehenden (rot) unterschieden wurde
- Spruchschlüssel – (englisch: message setting oder indicator):[22] Individueller Schlüssel für einen Funkspruch
- Spruchschlüsselverdopplung – Im Mai 1940 abgeschafftes (fehlerhaftes) Verfahren der zweimaligen Übertragung des Spruchschlüssels, das den polnischen Kryptoanalytikern in den 1930er-Jahren den Einbruch ermöglichte
- Spruchstellung – Siehe: Verschlüsselter Spruchschlüssel
- Stecker – Kabelverbindungen zwischen den Frontplattenbuchsen
- Steckerbrett – An der Frontseite der Enigma angebrachte Buchsenplatte

## T
- Tagesschlüssel – Täglich wechselnder Schlüssel

## U
- Uhr – Zusatzgerät zur Erzeugung nichtinvolutorischer Steckerverbindungen
- Umkehrwalze – (Zumeist) feststehende Walze am Ende des Walzensatzes (Abkürzung: UKW)
- Umkehrwalze D – Innovative Umkehrwalze mit wählbarer Verdrahtung (auch genannt: UKW Dora)
- Uncle Charlie – (deutsch: Onkel Charlie): Englischer Spitzname für die Umkehrwalze C
- Uncle Dick – (deutsch: Onkel Dick): Englischer Spitzname für die Umkehrwalze D
- Uncle Walter – (deutsch: Onkel Walter): Englische lautmalerische Umschreibung des deutschen Begriffs „Umkehrwalze“
- Ungesteckert – (englisch: self-steckered):[23] Buchstaben, die aufgrund eines nicht gesteckten Kabels nicht vertauscht werden

## V
- Verschlüsseln – Umwandlung von Klartext in Geheimtext
- Verschlüsselter Spruchschlüssel – (auch: Spruchstellung): Bei der Grundstellung mit der Enigma verschlüsselter Spruchschlüssel

## W
- Wahlwort – (englisch: wahlwort):[24] Zufällig zu wählendes Wort, das am Anfang oder Ende des Klartextes eines Funkspruchs eingefügt wird, um diesen „auf unterschiedliche Länge“ zu bringen.[25]
- Walze – (englisch: wheel): Rotor, der sich während des Schlüsselvorgangs dreht
- Walzenlage – (englisch: wheel order): Schlüsselabhängige Platzierung der Walzen im Walzensatz
- Walzensatz – (englisch: wheel set oder scrambler): Zusammenfassender Begriff für alle Walzen
- Walzenschaltung – Innere Verdrahtung einer Walze
- Walzenstellung – (englisch: wheel setting): Von Hand einstellbare und während des Schlüsselvorgangs sich verändernde Rotationsposition der Walzen
- Wetterkurzschlüssel – Bei der Kriegsmarine zur Verkürzung von Wettermeldungen verwendetes Codebuch

## Y
- Y Service – (deutsch: „Y‑Dienst“): Englischer Name des britischen Funkabhördienstes, dessen Hauptaufgabe während des Zweiten Weltkriegs es war, den feindlichen, insbesondere den deutschen Funkverkehr abzufangen und aufzuzeichnen

## Z
- Zygalski-Lochblätter – (im polnischen Original: Płachta Zygalskiego): Kryptanalytisches Hilfsmittel zur Erschließung von Walzenlage und Spruchschlüssel der Enigma
- Zyklometer – (im polnischen Original: Cyklometr): Name für das 1934 von Rejewski entworfene kryptanalytische Gerät, mit dem der Fehler der Spruchschlüsselverdopplung ausgenutzt wurde, um die Walzenlage und den Spruchschlüssel zu erschließen